# Navahermosa de Corneja
Navahermosa de Corneja es una pedanía (también llamado anejo) del municipio Santa María del Berrocal, al sur de la provincia de Ávila, en Castilla y León, España.
Santa María del Berrocal tiene otro anejo llamado Valdemolinos.

## Situación
Navahermosa está situada en la comarca Barco-Piedrahíta (Valdecorneja). Concretamente en la carretera que une Santa María del Berrocal con Malpartida de Corneja (AV-P-645), a dos kilómetros de la primera y a 3 de la segunda, a 70 km de Ávila.

## Población
| Gráfica de evolución demográfica de Navahermosa de Corneja entre 1900 y 2023             |
|                                                                                          |
| Fuente: Instituto Nacional de Estadística de España - Elaboración gráfica por Wikipedia. |

Navahermosa está prácticamente deshabitada, solo cuenta con una decena de vecinos. Pese a ello, en los últimos años se están construyendo una buena cantidad de casas nuevas y el turismo rural parece haber llegado al pueblo.